# 古小說鉤沉
《古小說鉤沉》，魯迅輯錄的古代小說佚文集，共收錄周朝的《青史子》至隋侯白《旌異記》等散佚小說三十六種。取材來源多為《漢書·藝文志》、《隋書·經籍志》、《新唐書·藝文志》，還有其他未見史籍者，可謂取材廣泛，又重視去偽存真的工夫。1938年編入《魯迅全集》。